# Villaperuccio
Villaperuccio (sardinski: S Baronìa) je mjesto i općina (comune) u pokrajini Južnoj Sardiniji, u regiji Sardiniji, Italija. Nalazi se na nadmorskoj visini od 68 metara i ima 1 101 stanovnika.
 Prostire se na teritoriju od 36,43 km². Gustoća naseljenosti je 30 st/km².
Susjedne općine su: Narcao, Nuxis, Perdaxius, Piscinas, Santadi i Tratalias.